# Кептине, Анатолий
Анатолий Кептине (20 мая 1990, Тирасполь) — молдавский футболист, полузащитник клуба «Динамо-Авто». Выступал за национальную сборную Молдавии.

## Карьера
В 2007 году начал играть в «Шерифе», где за 4 матча забил 1 гол. В конце сезона перешёл в «Тирасполь». В 2011 году вернулся в «Шериф», где в первом сезоне забил 4 гола за 10 игр. В мае 2012 года стал чемпионом Молдавии. В начале 2013 года был отдан в аренду клубу «Тирасполь», а в июне этого же года Анатолий перешёл в кишинёвский «Зимбру». В составе «зубров» стал обладателем Кубка и Суперкубка Молдавии сезона 2013/14. В конце 2014 года Анатолий покинул состав «Зимбру» из-за задолженностей клуба перед игроками.

## Национальная сборная
29 марта 2011 года дебютировал в национальной сборной Молдавии в игре против сборной Швеции. 10 сентября 2012 года забил гол за молодёжную сборную в игре против сборной России.

## Достижения
«Шериф»
- Чемпион Молдавии (1): 2011/12

«Тирасполь»
- Обладатель Кубка Молдавии (1): 2012/13

«Зимбру»
- Обладатель Кубка Молдавии (1): 2013/14
- Обладатель Суперкубка Молдавии (1): 2014